# Kamenica (district de Sabinov)
Kamenica est un village de Slovaquie situé dans la région de Prešov.

## Histoire
Première mention écrite du village en 1248.

## Démographie

### Évolution de la population
| Année:               | 1994. | 2004.   | 2014.   | 2024.   |
| -------------------- | ----- | ------- | ------- | ------- |
| Nombre de personnes: | 1815  | 1868    | 1817    | 1791    |
| Différence:          |       | +2,92 % | -2,73 % | -1,43 % |

| Année:               | 2023. | 2024.  |
| -------------------- | ----- | ------ |
| Nombre de personnes: | 1800  | 1791   |
| Différence:          |       | -0,5 % |